# سيمون سيلفا
سيمون سيلفا (بالإنجليزية: Simone Silva)‏ هي ممثلة بريطانية، ولدت في 15 أغسطس 1928 في مصر، وتوفيت في 30 نوفمبر 1957 بلندن في المملكة المتحدة بسبب نزف مخي.

## وصلات خارجية
- سيمون سيلفا على موقع IMDb (الإنجليزية)
- سيمون سيلفا على موقع أول موفي (الإنجليزية)
- سيمون سيلفا على موقع قاعدة بيانات الأفلام السويدية (السويدية)
- سيمون سيلفا على موقع قاعدة بيانات الفيلم (الإنجليزية)